# USS LST-814
O USS LST-814 foi um navio de guerra norte-americano da classe LST que operou durante a Segunda Guerra Mundial.